# Южный (Скопинский район)
Южный — поселок в Скопинском районе Рязанской области. Входит в Павелецкое городское поселение.

## География
Находится в западной части Рязанской области на расстоянии приблизительно 22 км на запад-юго-запад по прямой от железнодорожного вокзала в городе Скопин у южной границы поселка Павелец.

## История
На карте 1941 года здесь был отмечен поселок им. Сталина.

## Население
Численность населения: 114 человек в 2002 году (русские 95 %), 106 в 2010.